# Cascades Wli
Les cascades Wli són les cascades més altes de Ghana i les segones més altes de l'Àfrica occidental. Tenen una caiguda d'aigua superior i una d'inferior.

## Localització
Les cascades Wli són les cascades més altes de l'Àfrica Occidental. Localment es coneix amb el nom de cascades Agumatsa, que significa «Permeteu-me que flueixi».
Estan situades a 20 km de Hohoe, en la Regió Volta (Ghana), la terra dels Ewes. Es troben a uns 280 km de la capital, Accra.

## Fauna
Un passeig pel bosc del santuari de la vida salvatge d'Agumatsa ofereix l'oportunitat de veure una gran colònia de ratpenats, papallones, ocells, micos i babuins.
Es pot veure una gran colònia de ratpenats aferrats als cingles i volant en el cel.

## Galeria d'imatges

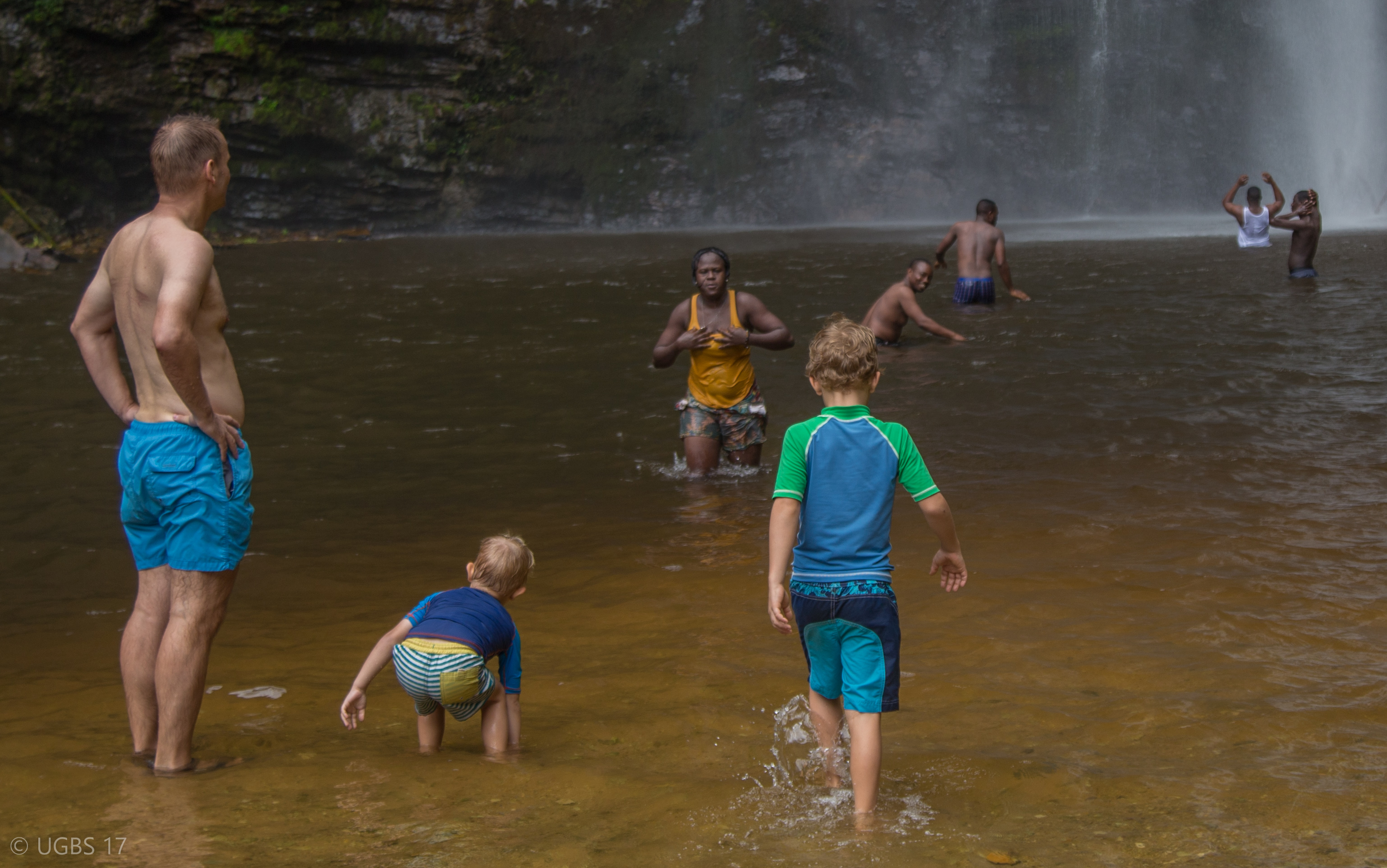
Les cascades atrauen turistes de tot el món
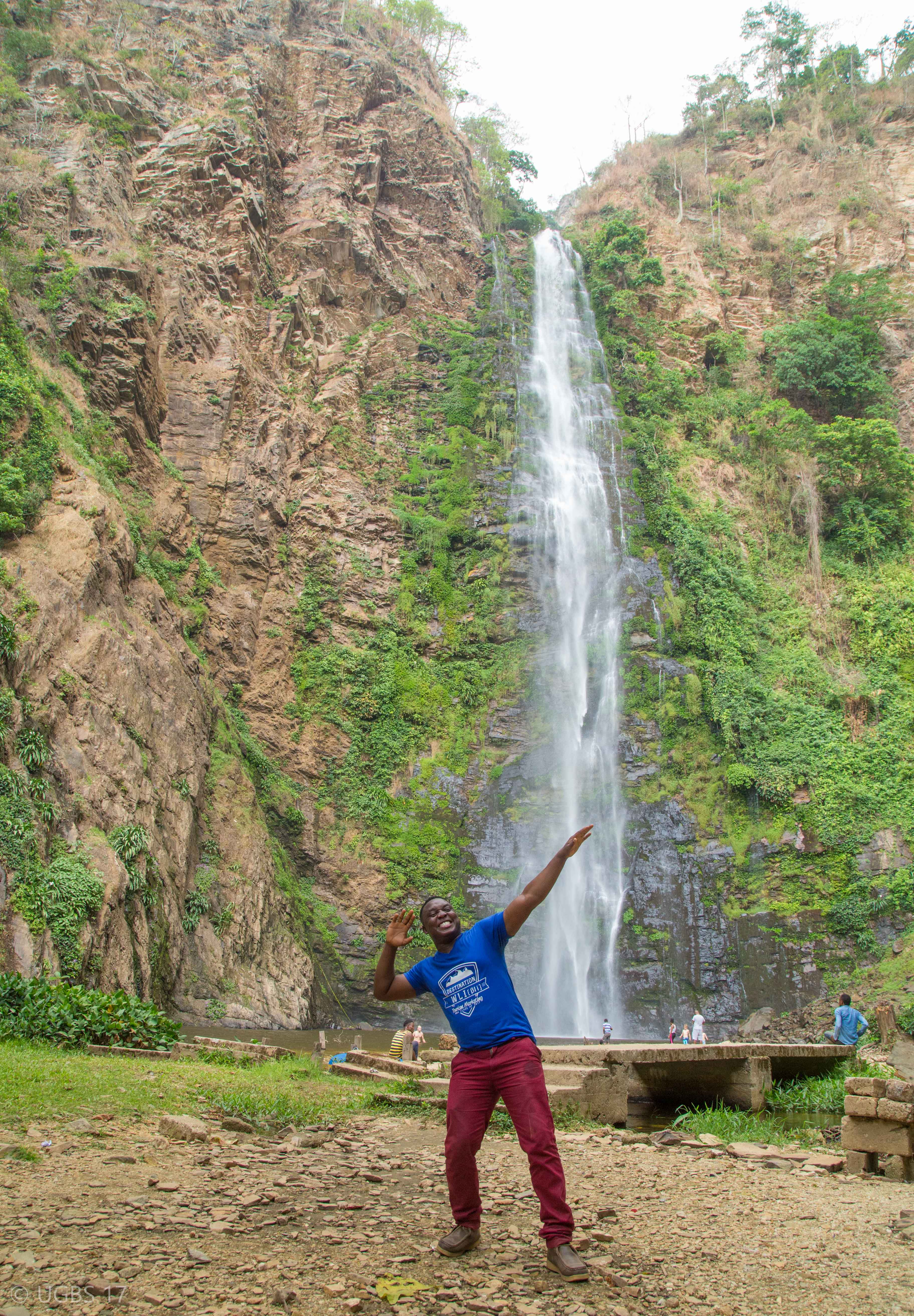
Vista frontal de la cascada
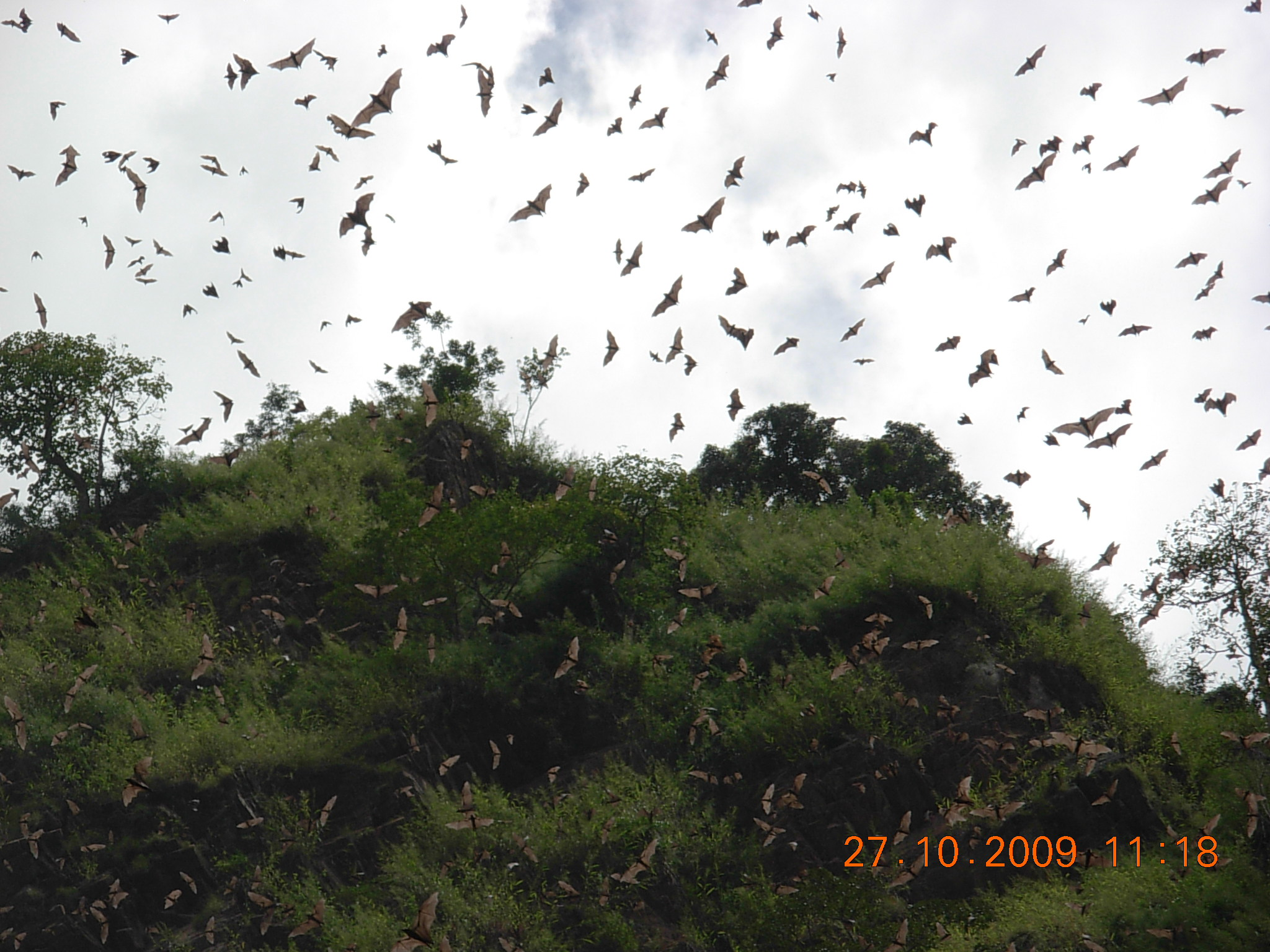
Colònia de ratpanats